# Maisdon-sur-Sèvre
Maisdon-sur-Sèvre [mɛdɔ̃ syʁ sɛvʁ]  est une commune de l'Ouest de la France, située dans le département de la Loire-Atlantique, en région Pays de la Loire.

## Géographie
Situation

Situation de la commune de Maisdon-sur-Sèvre dans le département de la Loire-Atlantique.

Maisdon-sur-Sèvre est situé dans le vignoble nantais, entre la vallée de la Maine et celle de la Sèvre nantaise, à 20 kilomètres au sud-est de Nantes et 8 kilomètres à l'ouest de Clisson.
| Saint-Fiacre-sur-Maine | La Haie-Fouassière      | Le Pallet |
| Château-Thébaud        | Maisdon-sur-Sèvre       | Monnières |
| Aigrefeuille-sur-Maine | Saint-Lumine-de-Clisson |           |

Géographie physique
Sur le plan géologique, Maisdon-sur-Sèvre se distingue par un terroir à dominante granitique qui donne des muscadets assez tardifs marqués par des accents de pierre à fusil.
Géographie humaine
Malgré le nom de la commune, le bourg chef-lieu n'est qu'à 1,5 km à l'est de la Maine, alors qu'il est à plus de 5 km du Sud de la Sèvre.
La commune compte quelques villages, dont le hameau de la Bretonnière avec sa grande place centrale fleurie et son vieux four à pain, le village de la Bigotière et ses maisons nobles, le port du Gué-Joubert sur la Sèvre ou la cale de la Bidière.

### Climat
Pour des articles plus généraux, voir Climat des Pays de la Loire et Climat de la Loire-Atlantique.
En 2010, le climat de la commune est de type climat océanique altéré, selon une étude du CNRS s'appuyant sur une série de données couvrant la période 1971-2000. En 2020, Météo-France publie une typologie des climats de la France métropolitaine dans laquelle la commune est exposée à un climat océanique et est dans la région climatique  Bretagne orientale et méridionale, Pays nantais, Vendée, caractérisée par une faible pluviométrie en été et une bonne insolation. 
Pour la période 1971-2000, la température annuelle moyenne est de 12 °C, avec une amplitude thermique annuelle de 13,9 °C. Le cumul annuel moyen de précipitations est de 825 mm, avec 12,4 jours de précipitations en janvier et 6,4 jours en juillet. Pour la période 1991-2020, la température moyenne annuelle observée sur la station météorologique de Météo-France la plus proche, « Haie-Fouassière », sur la commune de La Haie-Fouassière à 7 km à vol d'oiseau, est de 12,8 °C et le cumul annuel moyen de précipitations est de 858,5 mm,. Pour l'avenir, les paramètres climatiques de la commune estimés pour 2050 selon différents scénarios d'émission de gaz à effet de serre sont consultables sur un site dédié publié par Météo-France en novembre 2022.

## Urbanisme

### Typologie
Au 1er janvier 2024, Maisdon-sur-Sèvre est catégorisée bourg rural, selon la nouvelle grille communale de densité à sept niveaux définie par l'Insee en 2022.
Elle est située hors unité urbaine. Par ailleurs la commune fait partie de l'aire d'attraction de Nantes, dont elle est une commune de la couronne,. Cette aire, qui regroupe 116 communes, est catégorisée dans les aires de 700 000 habitants ou plus (hors Paris),.

### Occupation des sols
L'occupation des sols de la commune, telle qu'elle ressort de la base de données européenne d’occupation biophysique des sols Corine Land Cover (CLC), est marquée par l'importance des territoires agricoles (82,4 % en 2018), en diminution par rapport à 1990 (85 %). La répartition détaillée en 2018 est la suivante : 
cultures permanentes (57,5 %), zones agricoles hétérogènes (15,9 %), forêts (11,2 %), prairies (7 %), zones urbanisées (6,3 %), terres arables (2,1 %). L'évolution de l’occupation des sols de la commune et de ses infrastructures peut être observée sur les différentes représentations cartographiques du territoire : la carte de Cassini (XVIIIe siècle), la carte d'état-major (1820-1866) et les cartes ou photos aériennes de l'IGN pour la période actuelle (1950 à aujourd'hui).

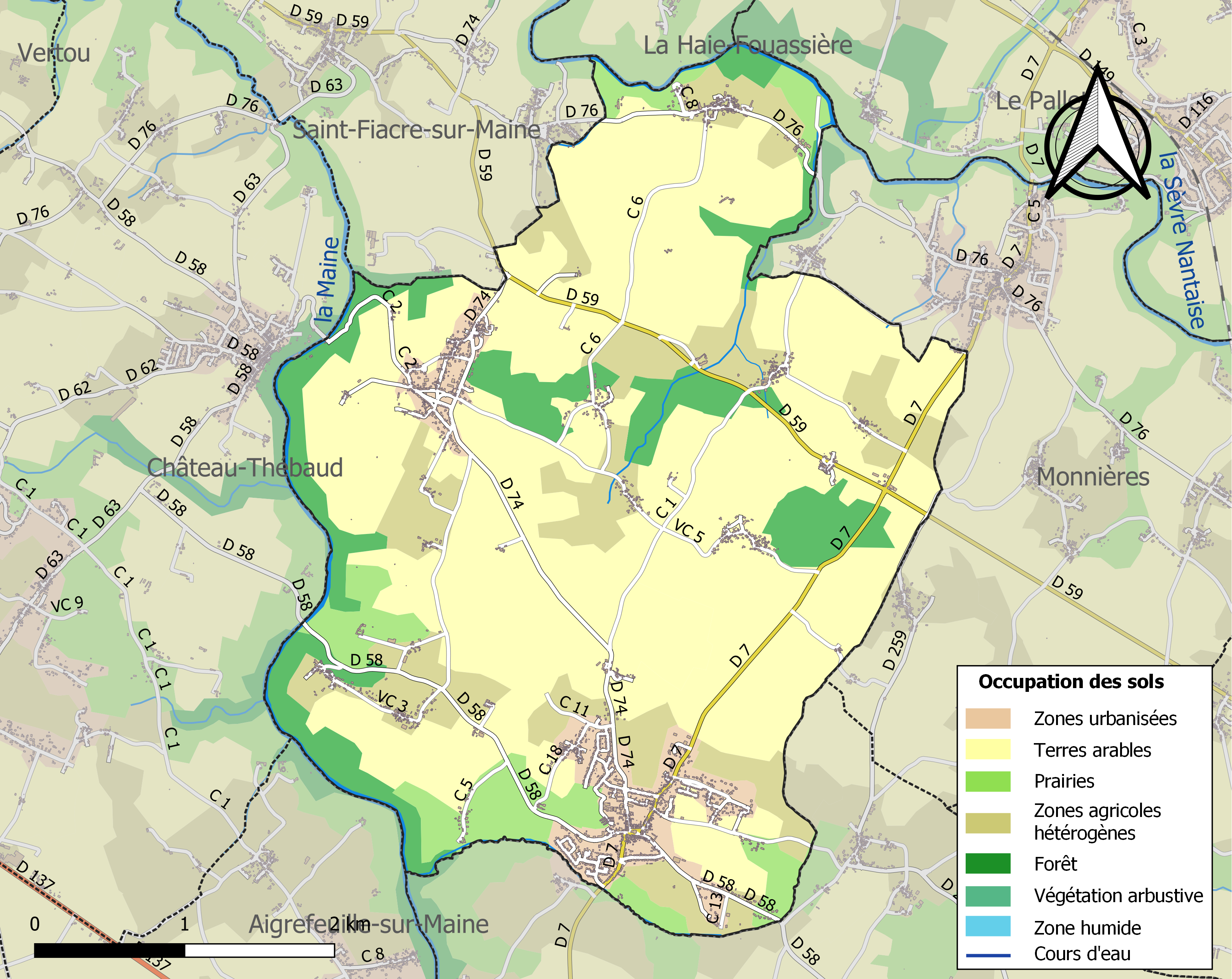
Carte des infrastructures et de l'occupation des sols de la commune en 2018 (CLC).

## Toponymie
Le nom de la localité est attesté sous les formes Maidon en 1287, Maedon ou Maesdon en 1427
Située sur la limite entre le gallo et le poitevin, Maisdon-sur-Sèvre possède un nom en gallo, écrit Médon et se prononce [medɔ̃].
La forme bretonne proposée par l'Office public de la langue bretonne est Maezon ar Gwini .

## Histoire

### Les origines
Situé en Sèvre-et-Maine, son territoire a été occupé depuis le Néolithique comme l'attestent les vestiges qui y furent retrouvés : presse polie, haches, flèches. On retrouve la trace d'un tumulus de la période gallo-romaine près du hameau « la Bimboire ». Un prieuré, rattaché à l’abbaye de Vertou, est fondé auXIe siècle. Maisdon faisait partie des Marches Bretagne-Poitou.

### Période moderne
À la Révolution, cette paroisse fut touchée par les guerres de Vendée. En 1791, on constate les premières émeutes à la suite de l’arrivée d'un curé constitutionnel, chassé par ses paroissiens. Ensuite, le 23 février 1793, avec la levée en masse de trois cent mille hommes décidée par la Convention, Maisdon, comme beaucoup d’autres paroisses de la région ne se soumettent pas au recrutement. Le 10 mars 1793, l’insurrection commence. On peut noter la présence de la « Division de Maisdon » dans l'Armée catholique et royale de Vendée qui était sous le commandement de Lyrot de la Patouillère qui dépendant du Marquis de Bonchamp.
Après la période révolutionnaire et la guerre de Vendée, l'église et 200 maisons y sont incendiées en 1794 par les colonnes infernales. De nombreuses victimes civiles sont à déplorer.

### XIXesiècle
Maisdon-sur-Sèvre est encore le théâtre de plusieurs tentatives de soulèvement royaliste : ce fut le cas en 1815 à l'initiative des Britanniques, puis en 1828 et 1832 avec la duchesse de Berry, mère de l'héritier du trône. Ses espoirs de mobiliser l'Ouest pour renverser Louis-Philippe avortent et lui valent d'être arrêtée à Nantes.
Au XIXe siècle vient le temps de la reconstruction. L'église est réparée, le bourg se reconstruit petit à petit. une mairie et une école sont construites en 1851-52. À la fin de ce siècle, le phylloxera anéanti le vignoble. c'est une époque difficile pour cette commune où l'activité viticole prédomine.

## Héraldique
| Blason | Blasonnement : De gueules à une jumelle ondée accompagnée en chef d'une moucheture d'hermine et en pointe d'une grappe de raisin, le tout d'or. Commentaires : La jumelle ondée évoque les deux rivières qui bordent la commune : La Sèvre et la Maine. La grappe évoque le vignoble nantais. La moucheture d'hermine évoque le blasonnement d'hermine plain de la Bretagne, rappelant l'appartenance passée de la ville au duché de Bretagne. Blason conçu par Aymar Rivallin (délibération municipale du 13 février 1990). |

Depuis 2019, la commune a changé son visuel et son logo.

## Politique et administration

### Administration municipale
Le conseil municipal de la commune de Maisdon-sur-Sèvre est composé de 23 membres : le maire, 5 adjoints et 17 conseillers municipaux.

### Les maires de Maisdon-sur-Sèvre
| Période                                  | Période                         | Identité          | Étiquette | Qualité                                                                    |
| ---------------------------------------- | ------------------------------- | ----------------- | --------- | -------------------------------------------------------------------------- |
| Les données manquantes sont à compléter. |                                 |                   |           |                                                                            |
| 1919                                     | ca. 1950                        | Félix Dugast      |           |                                                                            |
| av. 1954                                 | mars 1965                       | Pierre Jaumouillé |           | Viticulteur                                                                |
| mars 1965                                | mars 1983                       | Jean Ollivier     |           |                                                                            |
| mars 1983                                | mars 1989                       | Marcel Brochard   |           | Viticulteur                                                                |
| mars 1989                                | mars 2001                       | Micheline Allier  | SE        |                                                                            |
| mars 2001                                | En cours (au 30 septembre 2020) | Aymar Rivallin    | DVD       | Retraité de l'enseignement Président du Pays du Vignoble nantais (2020 → ) |

### Fiscalité
| Taxe                                                | part communale | Part départementale | Part régionale |
| --------------------------------------------------- | -------------- | ------------------- | -------------- |
| Taxe d'habitation (TH)                              | 14,44 %        | 6,96 %              | 0,00 %N1       |
| Taxe foncière sur les propriétés bâties (TFPB)      | 16,42 %        | 6,68 %              | 2,63 %         |
| Taxe foncière sur les propriétés non bâties (TFPNB) | 33,27 %        | 16,90 %             | 5,02 %         |
| Taxe professionnelle (TP)                           | 0,00 %N2       | 8,50 %              | 2,76 %         |

- N1 La part régionale n'est pas applicable sur la taxe d'habitation.
- N2 Pour la taxe professionnelle il n'y a pas de part communale, mais une part intercommunale de 12,71 %

## Population et société

### Démographie
Selon le classement établi par l'Insee, Maisdon-sur-Sèvre fait partie de l'aire urbaine et de la zone d'emploi de Nantes et du bassin de vie d'Aigrefeuille-sur-Maine. Elle n'est intégrée dans aucune unité urbaine. Toujours selon l'Insee, en 2010, la répartition de la population sur le territoire de la commune était considérée comme « peu dense » : 99 % des habitants résidaient dans des zones « peu denses »  et 1 % dans des zones « très peu denses ».

#### Évolution démographique
L'évolution du nombre d'habitants est connue à travers les recensements de la population effectués dans la commune depuis 1793. Pour les communes de moins de 10 000 habitants, une enquête de recensement portant sur toute la population est réalisée tous les cinq ans, les populations de référence des années intermédiaires étant quant à elles estimées par interpolation ou extrapolation. Pour la commune, le premier recensement exhaustif entrant dans le cadre du nouveau dispositif a été réalisé en 2007.

En 2022, la commune comptait 3 071 habitants, en évolution de +5,61 % par rapport à 2016 (Loire-Atlantique : +6,68 %, France hors Mayotte : +2,11 %).
| 1793  | 1800  | 1806  | 1821  | 1831  | 1836  | 1841  | 1846  | 1851  |
| ----- | ----- | ----- | ----- | ----- | ----- | ----- | ----- | ----- |
| 2 200 | 1 784 | 1 987 | 2 275 | 2 042 | 2 101 | 2 027 | 2 139 | 2 236 |

| 1856  | 1861  | 1866  | 1872  | 1876  | 1881  | 1886  | 1891  | 1896  |
| ----- | ----- | ----- | ----- | ----- | ----- | ----- | ----- | ----- |
| 2 132 | 2 043 | 2 134 | 2 059 | 2 113 | 2 094 | 2 044 | 1 943 | 1 905 |

| 1901  | 1906  | 1911  | 1921  | 1926  | 1931  | 1936  | 1946  | 1954  |
| ----- | ----- | ----- | ----- | ----- | ----- | ----- | ----- | ----- |
| 1 884 | 1 875 | 1 803 | 1 644 | 1 458 | 1 262 | 1 236 | 1 243 | 1 309 |

| 1962  | 1968  | 1975  | 1982  | 1990  | 1999  | 2006  | 2007  | 2012  |
| ----- | ----- | ----- | ----- | ----- | ----- | ----- | ----- | ----- |
| 1 296 | 1 284 | 1 331 | 1 637 | 1 985 | 2 054 | 2 426 | 2 479 | 2 809 |

| 2017  | 2022  | - | - | - | - | - | - | - |
| ----- | ----- | - | - | - | - | - | - | - |
| 2 942 | 3 071 | - | - | - | - | - | - | - |

#### Pyramide des âges
La population de la commune est relativement jeune.
En 2018, le taux de personnes d'un âge inférieur à 30 ans s'élève à 39,3 %, soit au-dessus de la moyenne départementale (37,3 %). À l'inverse, le taux de personnes d'âge supérieur à 60 ans est de 18,5 % la même année, alors qu'il est de 23,8 % au niveau départemental.
En 2018, la commune comptait 1 484 hommes pour 1 498 femmes, soit un taux de 50,23 % de femmes, légèrement inférieur au taux départemental (51,42 %).
Les pyramides des âges de la commune et du département s'établissent comme suit.
| Hommes | Classe d’âge | Femmes |
| ------ | ------------ | ------ |
| 0,4    | 90 ou +      | 0,6    |
| 3,5    | 75-89 ans    | 4,9    |
| 14,3   | 60-74 ans    | 13,4   |
| 17,7   | 45-59 ans    | 17,2   |
| 25,2   | 30-44 ans    | 24,3   |
| 14,9   | 15-29 ans    | 14,1   |
| 24,0   | 0-14 ans     | 25,6   |

| Hommes | Classe d’âge | Femmes |
| ------ | ------------ | ------ |
| 0,6    | 90 ou +      | 1,8    |
| 6      | 75-89 ans    | 8,6    |
| 15,1   | 60-74 ans    | 16,4   |
| 19,4   | 45-59 ans    | 18,8   |
| 20,1   | 30-44 ans    | 19,3   |
| 19,2   | 15-29 ans    | 17,4   |
| 19,5   | 0-14 ans     | 17,6   |

## Économie
La commune dispose d'un parc d'activités : la zone d'activités des Fromenteaux
On trouve à Maisdon-sur-Sèvre une activité viticole avec la production de Muscadet (AOC), le Muscadet-Sèvre-et-Maine.

## Vie locale
Maisdon-sur-Sèvre dispose, d'une salle municipale, d'un espace-jeunes, d'un accueil de loisirs et périscolaire, d'une bibliothèque municipale « À Livre ouvert » et d'une ADMR (aide à domicile en milieu rural).
Maisdon-sur-Sèvre dispose d'un centre d'accueil de jour pour les malades Alzheimer « le Maillon des âges ».
Un sentier pédestre est accessible sur la commune. Le « Circuit Soif de Nature/Boucle de Pont-Caffino », propose au visiteur de découvrir le site de Pont-Caffino, une ancienne carrière de schiste, les rives de La Maine, des hameaux typiques et le paysage viticole de la commune.

### Santé
Pour les soins, la commune possède notamment un pôle santé et un médecin. Il y a aussi une pharmacie.

### Sports
La commune dispose d'une salle de sports.

### Cultes
Culte catholique
La Paroisse catholique Sainte-Marie-du-Val-de-Sèvre regroupe les communautés de Boussay, Clisson, Gétigné, Gorges, Saint-Hilaire-de-Clisson, Maisdon-sur-Sèvre, Monnières et Saint-Lumine-de-Clisson.

### Écologie et recyclage
La communauté de communes de la Vallée de Clisson gère la collecte de la commune. Il y a une collecte hebdomadaire des ordures ménagères. Une collecte des ordures issues du tri sélectif a lieu toutes les deux semaines.

### Enseignement
Maisdon-sur-Sèvre est rattachée à l'académie de Nantes et dispose de deux écoles :
- l'école publique Jules-Verne ;
- l'école privée Sainte-Anne.

## Lieux et monuments

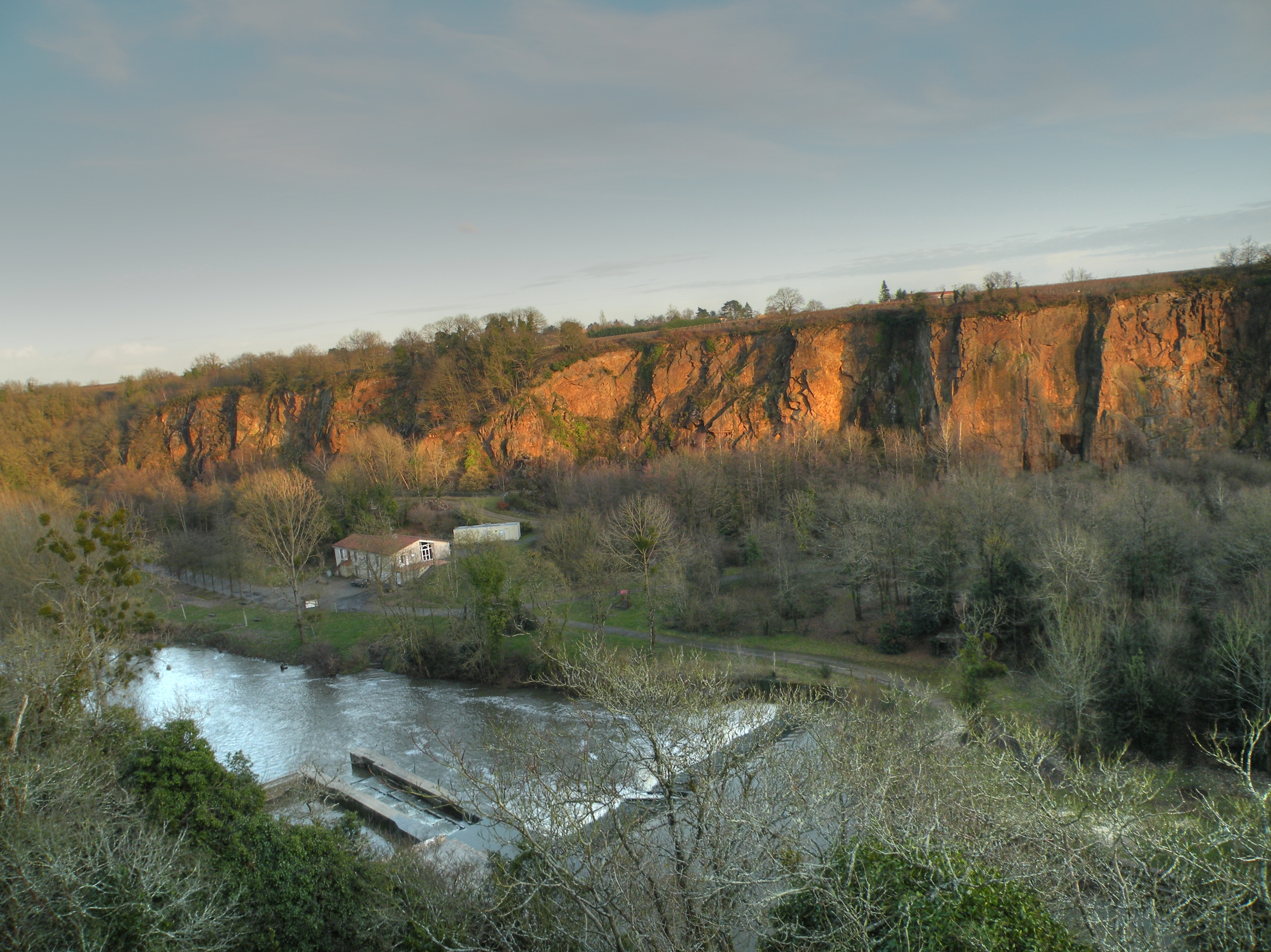
Le site de Pont Caffino

### Patrimoine religieux
- L'église (XIVe – XIXe siècle)
- Le presbytère

### Demeures et châteaux
- Le manoir des Roussières (XVIe – XVIIe siècle)
- Porche de l'ancien manoir de la Bretesche (XVe – XVIe siècle)
- Château de la Bigotière

### Autre patrimoine
- Le site de Pont Caffino, ancienne carrière de schiste situé sur les bords de la Maine entre Château-Thébaud et Maisdon-sur-Sèvre. C'est une base de loisirs qui propose de nombreuses activités.
- Le château de la Bidière, une ancienne propriété viticole du pays nantais.

## Personnalités liées à la commune
- L’abbé Joseph Courtais (1751-1829), prêtre réfractaire.
- Le général Pierre Constant de Suzannet (1772-1815), cousin de Henri de La Rochejaquelein, il participe aux guerres de Vendée. Grièvement blessé à la bataille de Rocheservière le 20 juin 1815, il décède peu de temps après et est inhumé quelques semaines plus tard en l'église de Maisdon-sur-Sèvre.
- L'amiral René Châtellier (1899-1994), commandant de l'École navale.